# Abronia graminea
Abronia graminea (мексиканська абронія) — вид веретільницеподібних ящірок родини веретільницевих (Anguidae). Ендемік Мексики.

## Поширення і екологія
Мексиканські абронії мешкають у високогір'ях західного Веракрусу і східної Пуебли. Вони живуть в гірських сосново-дубових лісах і хмарних лісах, на висоті від 1350 до 2743 м над рівнем моря. Ведуть деревний спосіб життя. Живородні.

## Збереження
МСОП класифікує цей вид як такий, що перебуває під загрозою зникнення. Abronia graminea загрожує знищення природного середовища.